# Гейкле Микола Миколайович
Микола-Роберт Миколайович Гейкле (24 грудня 1894, Київ — 1969, Одеса) — український військовик німецького походження, учасник Першої та Другої світових воєн, визвольних змагань в Україні, підполковник інтендантської служби Червоної армії, прапорщик Російської Імператорської Армії (1915—1917), поручник Української галицької армії (1918—1920) та Червоної української галицької армії (1920), старший лейтенант міліції (1936).

## Біографія
Народився 24 грудня 1894 року в Києві. Батько — Микола Роберт Христофорович Гейкле (1864—1928), почесний громадянин Тифліса. Мати — Наталія Казаринова (1873—1922).
У 1915 році закінчив 1-шу Київську школу прапорщиків. Служив у російській імператорській армії під час Першої світової війни. У вересні 1916 року перебував у складі 405-го піхотного Льговського полку. Згадується у фронтових щоденниках прапорщика РІА Костянтина Васильовича Ананьєва. Учасник битви під Ковелем у ході Брусиловського прориву. 24 вересня 1916 року прапорщик Гейкле призначили ад'ютантом командира 1-го батальйону 405-го піхотного Льговського полку.
Як поручник УГА потрапив у полон до більшовиків на межі 1919–1920 років. Згодом служив у ЧУГА. 24 березня 1920 року за розпорядженням Генштабу РСЧА перейшов на службу в Червону армію.
У міжвоєнний період перебував на службі в радянській міліції. 16 серпня 1936 року отримав звання старшого лейтенанта міліції в Західній області РСФРР.
Під час Другої світової війни був призваний в 1941 році зі Смоленська. Служив у штабі тилу 111-го стрілецького корпусу 67-ї армії Ленінградського фронту. Служив у званні підполковника інтендантської служби. 27 липня 1953 року звільнений з військової служби в запас.
Помер 1969 року в Одесі, де й похований.

## Нагороди
Нагороджений орденами Леніна, Червоного Прапора (двічі), Червоної Зірки, Вітчизняної війни II ступеня, медалями.